# Great Kei Local Municipality
Great Kei (englisch Great Kei Local Municipality) ist eine Lokalgemeinde im Distrikt Amathole der südafrikanischen Provinz Ostkap. Der Sitz der Gemeindeverwaltung befindet sich in Komga. Bürgermeister ist Ngenisile Wellington Tekile.
Der Gemeindename basiert auf dem Great Kei River. Das Khoi-Wort Kei bedeutet „Sand“. Der „große sandige Fluss“ ist der größte Fluss in der Gemeinde.

## Städte und Orte
| - Cintsa East - Cwili - Gwaba - Haga-Haga | - Kei Mouth - Komga - KwaTuba - Kwelera | - Morgan’s Bay - Ncalukeni - Queensberry Bay - Soto |

## Bevölkerung
Im Jahr 2011 hatte die Gemeinde 38.991 Einwohner. Davon waren 91,3 % schwarz, 7,2 % weiß und 1,3 % Coloured. Erstsprache war zu 87,3 % isiXhosa, zu 6,9 % Englisch und zu 2,7 % Afrikaans.